# یورمالا
یورمالا (به آلمانی: Riga-Strand, Baltische Riviera) یک سکونتگاه مسکونی در لتونی با جمعیت ۵۶٬۰۶۰ نفر است که در لتونی واقع شده‌است.